# The Lady in the Library
The Lady in the Library è un film muto del 1917 diretto da Edgar Jones.

## Produzione
Il film fu prodotto dalla Falcon Features (Balboa Amusement Producing Company). Venne girato a Long Beach, cittadina californiana dove la casa di produzione aveva la sua sede.

## Distribuzione
Distribuito dalla General Film Company, il film uscì nelle sale cinematografiche degli Stati Uniti il 19 ottobre 1917.